# لين دوسن (لاعب كرة قدم أمريكية)
لين دوسن (بالإنجليزية: Lin Dawson)‏ هو لاعب كرة قدم أمريكية أمريكي، ولد في 24 يونيو 1959 في نورفولك في الولايات المتحدة.

## وصلات خارجية
- لين داوسون على موقع مرجع كرة القدم المحترفة.كوم (الإنجليزية)